# Drägerwerk
«Drägerwerk AG» — немецкая компания, основанная в 1889 году. Штаб-квартира находится в городе Любеке. Акции «Drägerwerk AG» входят в расчет индекса TecDAX.
Компания является холдинговой группой, в состав которой входят два подразделения:
- «Drägerwerk AG & Co. KGaA» — компания, производящая медицинскую технику;
- «Dräger Safety AG & Co. KGaA» — компания, производящая средства индивидуальной защиты.

## История компании

### 1889—1909
1889 г. Первый патент
42-летний предприниматель Йоган Генрих Дрегер вместе с деловым партнёром Карлом Адольфом Герлингом основал в Любеке компанию «Dräger und Gerling» 1 января 1889 года. Новая компания занялась продажей оборудования и новинок, таких как системы змеевиков для пива, использующие сжатый углекислый газ. Хотя, начиная со второй половины XIX века, заполнение стальных баллонов газом под давлением уже было возможно, безопасное удаление газа под низким давлением по-прежнему вызывало трудности. Даже оборудование, продаваемое «Dräger», едва соответствовало своей задаче: поток газа, а, следовательно, и пива, не поддается контролю и неравномерен, поэтому клапаны часто выходят из строя и требуют ремонта. Йоган Дрегер вместе со своим сыном Бернардом начали искать решение проблемы. Результат — клапан Любека (Lubeca-Ventil) — намного превзошел своих предшественников. Впервые стало возможным осуществлять точный контроль над удалением углекислого газа из танка под высоким давлением.
1899 г. Кислород — это будущее
Бернард Дрегер, сын основателя, осознает потенциал будущего рынка, который на рубеже веков только начал проявляться благодаря техническим инновациям, а именно использование сжатого кислорода в медицине. Бернард Дрегер открывает принцип уменьшения давления — важную технологию, которая может быть использована в целом спектре продуктов — от паяльных и сварочных приборов до вентиляционного оборудования и респираторных аппаратов. Первые разработки этих продуктов выпущены в 1899 году: водородно-кислородная машина, редукционный клапан для дозирования кислорода и водорода, а также финиметр — манометр высокого давления, использующийся для контроля точного уровня заполнения баллонов с кислородом.
1902 г. «Приручение» анестезии
На немецком конгрессе хирургов в Берлине профессор Отто Рот представляет один из первых в мире анестезиологических приборов с постоянной подачей кислорода. До сих пор неточная дозировка газов при наркозе приводила к страшным побочным эффектам во время операций: недостаток кислорода, остановка и недостаточность кровообращения. Анестезиологический прибор Рота-Дрегера стал первым аппаратом, который успешно и надёжно обеспечил наличие регулируемой смеси кислорода и анестетиков, таких как эфир и хлороформ, позволив тем самым «укротить» процесс анестезии. Это стало вехой в истории медицинских операций: в течение последующих десяти лет были проданы более 1500 анестезиологических приборов Рота-Дрегера по всему миру.
1906 г. Катастрофа в угольной шахте в Куррьере
10 марта мощный взрыв потряс угольную шахту во французской коммуне Куррьер. Во время взрыва в шахте работало около 1600 человек. Немецкие спасательные команды были среди первых, кто бросился на помощь своим французским коллегам. Однако для большинства шахтёров помощь пришла слишком поздно: более 1000 человек погибли в огне, отравились ядовитыми газами, были задавлены обрушившимися стенами и утонули в результате затопления. Однако французским командам день за днём удавалось спасать некоторых шахтёров при помощи дыхательных аппаратов «Dräger». За два года до этого события, в 1904 году, Бернард Дрегер провёл серию испытаний с дыхательным аппаратом Model 1903, которые выявили недостачу подачи воздуха дыхательных потребностей человека. Эти испытания привели к созданию первого обслуживаемого дыхательного аппарата. Новые возможности оборудования позволили компании получить такое преимущество в этой отрасли, что американских горноспасателей стали называть «дрегермэнами».
1907 г. создание «Pulmotor», «Первый ИВЛ»
Генрих Дрегер задокументировал свои идеи о разработке аппарата ИВЛ. Он описал новую технологию «вдувания свежего воздуха или кислорода в легкие». Его Pulmotor создавал попеременно положительное и отрицательное давление в дыхательных путях и питался кислородом под давлением. В 1907 году Генрих Дрегер получил патент на разработку своего «оригинального Pulmotor». «Proto-Pulmotor», был новаторской концепцией, но он оставался на уровне прототипа, который требовал дальнейшей доработки для практического использования. У него были две ошибки, которые Генрих Дрегер обнаружил и задокументировал во время разработки . Во-первых, его конструкция вызвала значительное повторное вдыхание выдыхаемого газа. Вторичный характер дыхания нельзя было адаптировать к пациенту из-за негибкого контроля движений. Генрих Дрегер предоставил своему сыну Бернхарду и инженеру Гансу Шредеру задачу найти средство от этих дефектов. Бернхард Дрегер решил проблему повторного вдыхания выдыхаемого газа перепроектирование клапанной системы, которая контролирует поток дыхательного газа к терпение. В «оригинальном Pulmotor» пациент был подключен к вентилятор только трубкой. Эта трубка работал в определенной степени как расширение трахеи, так как вдыхаемый и выдыхаемый воздух был только разделены внутри вентилятора.
1909 г. Курс на серийное производство
Аппарат искусственной вентиляции лёгких «Pulmotor» становится самым продаваемым продуктом молодой компании — всего через два года после того, как он был разработан Йоганом Генрихом Дрегером и усовершенствован вместе с его сыном Бернардом. Этот крупный успех вызван очередными технологическими новшествами: легкоперевозимый аппарат ИВЛ (искусственной вентиляции лёгких) стал первым прибором, который был способен вернуть к жизни людей, потерявших сознание из-за недостатка кислорода, и увеличил шансы на выживание тех людей, которые ранее были обречены. Данный аппарат ИВЛ стал первым большим коммерческим успехом Компании.

### 1910—1949
1914 г. Экспорт составляет 40 процентов
В течение года экспорт составил 40 процентов всего производства. Постоянные инновации и улучшение качества продукции укрепляют репутацию изделий «Dräger» на международном рынке: только в период между 1909 и 1912 годами «Dräger» зарегистрировала 46 немецких и 35 международных патентов. Филиал компании, «Dräger Oxygen Apparatus Co», открылся в Нью-Йорке уже в 1907 году. События Первой мировой войны крайне негативно повлияли на деятельность «Drägerwerk» — компания потеряла многие международные рынки сбыта; их сменили требования производить продукцию военного времени.
1916 г. Газовая война на Западном фронте
После окончания средней школы Генрих Дрегер, старший сын Бернарда Дрегера, призывается в армию Германской империи и служит в артиллерийском полку на Западном фронте. В 1915 году «Drägerwerk» начинает разработку противогазов по заказу Прусского военного министерства. На протяжении всей войны было произведено более 4,6 миллионов средств защиты органов дыхания. Огромный спрос приводит к стремительному развитию компании: количество рабочих вырастает с 300 до 2000, строятся новые здания; производство, которое раньше основывалось на ручном труде, становится массовым. Война быстро превращает компанию в конкурентоспособного промышленного производителя, в то время как её окончание вызывает крах производства. Это приводит к большим убыткам, массовым увольнениям и закрытию заводов.
1923 г. Кризис
Инфляция и экономический кризис заставляют компанию закрыть заводы и уволить всех своих рабочих. После окончания войны рынок для изделий «Dräger» сокращается. Компания вынуждена производить совсем другую продукцию, например, постельное белье, одежду, занавески. В то же время многие конкуренты стали копировать изделия, разработанные в Любеке. Бернард Дрегер противостоит потере международных патентов, которая больно бьёт по компании, и активно разрабатывает новые линейки продуктов. Эта стратегия помогает компании удержаться на рынках, которые она завоевала в начале 1920-х годов.
1924 г. «Дыхательный аппарат каждому шахтёру!»
Дыхательный аппарат BG 1924 для шахтёров стал маленькой революцией. Прежде основная трудность заключалась в оптимальном распределении объёма кислорода. Новая технология решила эту проблему и быстро стала стандартом для дыхательных аппаратов. Ещё одна важная веха — разработка «Draegerogen» — лёгкого, удобного дыхательного аппарата, который можно использовать без кислородного баллона и поэтому идеально подходящего для шахтёров. Главный элемент этого аппарата — кассета с пероксидом натрия, которая способна подавать кислород в течение одного часа после надевания.
1926 г. Система с замкнутым контуром, новые стандарты в операционной
Веселящий газ, который намного эффективнее хлороформа, завоёвывает все большую популярность по всему миру. Но стоит он очень дорого. Именно этот факт сделал систему с замкнутым контуром очень популярной. Технология, основанная на принципе возвратного дыхания, уже использовалась в горной промышленности, позволяя шахтёрам вдыхать кислород, который они уже выдыхали, и тем самым продолжать работу. Этот принцип теперь применяется при анестезии, а «Модель A» становится первым наркозно-дыхательным аппаратом с замкнутым контуром, поступившим в массовое производство. Новый тип поглотителя углекислого газа очищает выдыхаемый воздух, который затем снова всасывается аппаратом; контроль над положительным давлением в дыхании также стал возможен. Являясь новой вехой в истории анестезии, Модель A уже включала все особенности современного анестезиологического оборудования.
1928 г. Эпоха трансатлантических пароходов
Бернард Дрегер уходит из жизни в 1928 году. Его сын Генрих, который получил степень доктора сельскохозяйственных наук, становится во главе компании. В том же году он три месяца путешествует по США и Канаде для знакомства с основными рынками сбыта. Он посещает традиционных клиентов компании — больницы, шахты, крупные службы пожарной охраны — а знакомится с представительствами компании «Drägerwerk». В 1930-х годах он активно посещает США, СССР и другие страны. Развитие отношений с зарубежными клиентами и их национальных рынков становится ещё одним фактором успеха «Drägerwerk». Генрих Дрегер целенаправленно ведет компанию к международному рынку — до 50 процентов продукции компании идёт на экспорт. Эта стратегия оказывается чрезвычайно проницательной во времена Великой депрессии: в то время как спрос внутри страны резко падает, поставки за рубеж ограничивают уровень убытков.
1931 г. Завоевание стратосферы
Швейцарский исследователь и физик Огюст Пикар поднимается на ранее непокоренную высоту — 15781 метр — в корзине воздушного шара, сделанной из лёгкого металлического сплава. Дышать на такой высоте невозможно. Опасный эксперимент стал возможен частично благодаря технологии «Dräger» — только что изобретённая система очистки воздуха и дыхательный аппарат, работающий на жидком кислороде, сопровождают исследователя во время его экспедиций. Его полёт отмечает собой начало новой эры в исследованиях: недостижимые ранее глубины под водой и в воздухе вдруг стали более доступными. Толчком к этим шагам в неизвестность послужил прорыв в развитии дыхательного оборудования. «Dräger» изготавливает первый высотный дыхательный аппарат для воздушных шаров в 1912 году, а в 1914 эта же технология позволяет установить первый мировой рекорд и для самолётов.
1937 г. «Народный противогаз» — больше военных заказов, чем когда-либо
5 июня Герман Геринг, офицер нацистской Германии, ответственный за Четырёхлетний план, объявил о внедрении «народного противогаза». Противогаз стоил 5 рейхсмарок. Людей обучали пользованию и уходу за противогазом с помощью курсов и брошюр. К счастью, «народный противогаз» никогда не использовался в реальных чрезвычайных ситуациях. В 1933-34 годах Министерство рейхсвера размещает у компании «Dräger» все больше и больше заказов на военное спасательное снаряжение, сделанное на основе уже проверенных самоспасателей для шахт. Эти заказы ставят Генриха Дрегера перед проблемой: для производства военного-спасательного снаряжения требовался отдельный завод. После опыта, полученного во время Первой мировой войны, он опасался, что создаст избыточные мощности. В то время концентрация на производстве только оружия приносила компании огромные прибыли, однако это чуть не привело компанию к банкротству. К тому же, авторитарная политика правительства и неминуемая угроза войны представляли опасность для экспортно-ориентированной компании на мировом рынке, положению, которое она только что вернула себе. В то же время, слишком большое количество ограничений означало, что внутренний рынок будет принесён в жертву конкурентам. Поэтому «Drägerwerk» пытается найти баланс между производством продукции военного и гражданского назначения и преуспевает в этом: несмотря на стремительно растущий сбыт военной продукции, гражданское производство по-прежнему составляет 47 % общих продаж, даже после того, как производство оружия достигло своего пика в 1939 году. В том же году производство продукции для гражданских нужд остановилось. В результате, после войны компания сильно отстала от зарубежных конкурентов в технологическом аспекте.
1947 г. Битва против полиомиелита
Вскоре после окончания войны мир потрясла глобальная эпидемия полиомиелита. Многие пациенты нуждались в продолжительной вентиляции, однако традиционное дыхательное оборудование не было рассчитано на длительное использование. Железное лёгкое — одно из первых изобретений для гражданского использования, разработанное в Любеке после войны. Оно значительно повышало шансы на выживание среди пациентов с респираторным параличом, вызванным полиомиелитом.

### 1950—1999
1951 г. Новые возможности
Компания выходит на рынок оборудования для неонатологии, создав II-M-100 – инкубатор (кювез) для ухода и выхаживания недоношенных новорожденных.
1952 г. Удобство, защищающее жизнь
«Dräger» представляет «Romulus», наркозный аппарат, сконструированный с учётом нужд пользователя. После Второй Мировой Войны методы работы радикально меняются — не только из-за постоянного совершенствования технологий, но и повышения роли эргономики. Так или иначе, операционная комната — это рабочее место — чем лучше оно организовано, тем эффективнее выполняется работа. «Romulus» имеет расширенный функционал для анестезиолога: измеритель кровяного давления и новый монитор «Dräger» для анестезии для упрощения измерения пульса и частоты дыхания. Под газовым дозирующим вентилем есть кабинка с ящиками и стол или полка для анестезиолога — простое решение, но то, которое делает работу гораздо легче. Общая установка — это современное изобретение, где каждый аспект продуман с учётом реалий операционной комнаты. В последующие годы «Dräger» производит значительное количество машин, соответствующие международным требованиям. «Romulus» оказывается на пике рыночного успеха.
1953 г. Dräger на Эвересте
При первом покорении Эвереста Эдмунд Хиллари и Норгей Тенцинг используют кислородное оборудование Dräger.
1953 г. Тестирование на алкоголь
Выпущен Dräger Alcotest – первый прибор для измерения концентрации алкоголя в выдыхаемом воздухе. Все водители знакомы с алкотестером — устройством, которое до сих пор применяется по всему миру, хотя и в более усовершенствованной форме. Он позволяет измерить уровень алкоголя в выдыхаемом воздухе и немедленно получить точные результаты. Развитие этой технологии направлено на предотвращение вождения автомобиля водителями, которые находятся в состоянии алкогольного опьянения. Скандинавские страны, в частности, повсеместно применяют приборы компании «Dräger».
1954 г. Системы воздушных компрессоров
С начала 50-х годов обеспечение больничных палат и операционных медицинскими газами стало осуществляться централизованными системами подачи сжатого воздуха, разработанными компанией «Dräger».
1958 г. В ногу со временем
Ингаляционный анестетик Галотан заменяет эфир при проведении анестезии. Выпущенные в этом году первые испарители Dräger Vapor позволили осуществлять точное дозирование анестетиков.
1961 г. Новые решения для операционных
Dräger выпускает первые медицинские консоли для операционных. Возможность использовать электрические кабели и магистрали подачи газов непосредственно рядом с медицинским оборудованием, расположенным около операционного стола, стала настоящим прорывом.
1969 г. Первые в мире
Выпустив аппарат PA 54, Dräger становится первой компанией, использующий технологию 300 бар при производстве дыхательных аппаратов со сжатым воздухом для пожарных и спасателей. С тех пор 300 бар в воздушном баллоне постепенно становятся мировым стандартом.
1982 г. Первый ИВЛ с полностью электронным управлением
Выпущен EV-A - первый аппарат ИВЛ с полностью электронным управлением, электромагнитными клапанами и встроенным монитором для графической интерпретации вентиляции лёгких.
1994 г. На страже трезвости
Начало производства алкозамков Dräger Interlock.
1999 г. Чистый воздух в новом Рейхстаге
Здание Рейхстага в Берлине вновь открывается в 1999 году. Чтобы защитить политиков и посетителей от атак с использованием токсичных газов или паров, Dräger устанавливает стационарные системы обнаружения газов, которые контролируют воздух в новом здании. Датчики Dräger быстро и надежно обнаруживают даже мельчайшие следы ядовитых газов в парламенте, вечеринках или залах заседаний. Системы обнаружения газа Dräger гарантируют безопасную рабочую среду не только в правительственных зданиях, но и везде, где такая безопасность имеет решающее значение, например, на заводах по производству полупроводников, на электростанциях или на нефтяных платформах.

### 2000—2011
2002 г. Dräger Zeus
Представлен Dräger Zeus – полностью интегрированная рабочая станция анестезиолога, включающая наркозно-дыхательный аппарат экспертного класса, встроенный гемодинамический монитор пациента, инфузионные насосы, систему управления данными пациента. Среди прорывных функций - возможность работы по полностью закрытому контуру и анестезия с целевой концентрацией (Target Controlled Anesthesia, TCA), позволяющая достичь значительной экономии ингаляционных анестетиков.
2011 г. Новые технологии
Представлена технология электроимпедансной томографии (ЭИТ) для пациентов отделений реанимации и интенсивной терапии. Аппарат Pulmovista 500 в реальном времени и прямо у постели больного позволяет оценивать процесс искусственной вентиляции лёгких и проводить терапевтические процедуры под визуальным контролем.

## Руководство
Хронология руководства:
- Иоганн Генрих Дрегер (Johann Heinrich Dräger, 1847—1917) — основатель компании, руководил с 1889 по 1912 год.
- Доктор Бернхард Дрегер (Dr. Ing. h. c. Bernhard с Dräger, 1870 —1928) — управлял компанией с 1912 до 1928 года.
- Доктор Генрих Дрегер (Dr. Heinrich Dräger, 1898—1986) — управлял компанией с 1928 до 1984.
- Кристиан Дрегер (Dr. Christian Dräger, род. в 1934 году) — управлял компанией с 1984 до 1997.
- Тео Дрегер (Theo Dräger, род. в 1938 году) — управлял компанией с 1997 до 2005.

Действующее руководство:
- Штефан Дрегер (Stefan Dräger, род.18.03.1963) — исполнительный директор с 2005 года.
- Герт-Хартвиг Лескоу (Gert-Hartwig Lescow, род. 31.08.1967) — финансовый директор & директор отдела информационных технологий.
- Райнер Клюг (Rainer Klug, род. 05.05.1968) — директор отдела охраны труда и промышленной безопасности с 2020 года.
- Рейнер Писке (Reiner Piske, род. 12.04.1970) — директор по продажам & HR с 2020 года.
- Антон Шрофнер(Anton Schrofner, род. 23.08.1963) — глава медицинского отдела с 2020 года.

## Продукция

### Медицинская техника
- Аппараты ИВЛ
- Медицинские консоли
- Медицинские светильники
- Оборудование для неонатологии
- Наркозные аппараты
- Алкотестеры
- Тесты на наркотики
- Мониторы пациента

### Охрана труда и промышленная безопасность
- Портативные газоанализаторы
- Стационарные газоанализаторы
- Дыхательные аппараты
- СИЗ и СИЗОД
- Пожарные тренажеры